# Rašid Nugmanov
Raşid Mūsaūly Nūğymanov (in kazako Рашид Мұсаұлы Нұғыманов?; in russo Рашид Нугманов?, Rašid Nugmanov; Almaty, 19 marzo 1954) è un regista kazako.

## Filmografia parziale

### Regista
- Igla (1988)
- Dikij Vostok (1993)